# Cinquale ritrovato
Cinquale ritrovato è una raccolta di racconti di Paola Masino del 2004 pubblicati originariamente tra il 1946 e il 1948. I tre racconti riuniti in questo volume hanno come motivo ispiratore la guerra. Già nel dicembre del 1944, con la novella "Lino", l'autrice aveva scritto del conflitto che insanguinava l'Italia ambientando la storia nella Roma devastata e bombardata ma fiera di resistere. In questi racconti che seguono, la guerra è ormai finita; le macerie e l'odore ancora fresco della morte ne sono protagonisti.

## Contenuti
L'opera contiene:
- Presentazione di Federico Binaglia
- Introduzione di Corrado Giunti

- Cinquale ritrovato, pubblicato inizialmente sulla "Gazzetta Veneta" di Padova il 27 agosto 1946;
- Una parola che vola, pubblicato inizialmente sulla rivista "Settimana" nel Marzo 1946;
- Anniversario, pubblicato inizialmente sulla rivista "Mercurio" nel 1948.

- Postfazione di Marinella Galateria

## Edizione
- Paola Masino, Cinquale ritrovato: tre racconti, a cura di Corrado Giunti; con una postfazione di Marinella Galateria, Comune di Montignoso; Marina di Carrara: Francesco Rossi editore, 2004